# Собибор (фильм)
«Собибо́р» — российский фильм в жанре военной драмы, полнометражный режиссёрский и сценарный дебют Константина Хабенского. В главных ролях Константин Хабенский и Кристофер Ламберт.
Премьера фильма в России состоялась 3 мая 2018 года. В основе фильма — книга «Александр Печерский: прорыв в бессмертие» писателя Ильи Васильева. Производство «Синема Продакшн», «Фетисов Иллюзион» при поддержке Фонда Александра Печерского.

## Сюжет
В основе фильма лежит реальная история, случившаяся в 1943 году в нацистском лагере смерти Собибор на территории оккупированной Польши. Главный герой фильма — советский еврей Александр Печерский (Константин Хабенский), интендант, армейский снабженец, дослужившийся до звания лейтенанта. В октябре 1943 года он попадает в плен и оказывается в концлагере Собибор, куда евреев свозили уже не на работы, а с целью уничтожения в газовых камерах. Ему, Александру, сильному духом и крепкому морально, удастся всего за 3 недели спланировать интернациональное восстание силами заключённых из стран Западной Европы и Польши. Это восстание станет единственным успешным за всё время войны, оно завершится массовым побегом узников из нацистского лагеря смерти.

## В ролях
| Актёр                | Роль                             |
| -------------------- | -------------------------------- |
| Константин Хабенский | Александр Печерский              |
| Кристофер Ламберт    | Карл Френцель                    |
| Мария Кожевникова    | Сельма                           |
| Фелисе Янкелль       | Люка, озвучивала Полина Агуреева |
| Дайнюс Казлаускас    | Лео                              |
| Михалина Ольшанская  | Ханна                            |
| Вольфганг Черни      | Густав Вагнер                    |
| Филипп Рейнхардт     | Зигфрид                          |
| Дирк Мартенс         | Бэкмен                           |
| Максимилиан Дирр     | Нойман                           |
| Гела Месхи           | Семён Розенфельд                 |
| Роман Агеев          | Борис Цыбульский                 |
| Сергей Годин         | Аркадий Вайспапир                |
| Евгений Сармонт      | Лейтман                          |
| Джошуа Рубин         | Якоб                             |
| Фабиан Коченски      | Хайм                             |
| Веслав Кичи          | Джозеф                           |
| Иван Злобин          | Шломо                            |

## Съёмочная группа
- Авторы сценария: Константин Хабенский при участии Александра Адабашьяна, Ильи Васильева, Андрея Назарова и Анны Чернаковой
- Режиссёр-постановщик: Константин Хабенский
- Оператор-постановщик: Рамунас Грейчюс
- Композитор: Кузьма Бодров
- Художник-постановщик: Юргита Гердвилайте
- Художник по костюмам: Гульнара Шахмилова
- Художник по гриму: Мария Новикова
- Продюсеры: Эльмира Айнулова, Глеб Фетисов, Мария Журомская, Кястутис Драздаускас (линейный), Александр Звягинцев (креативный), Илья Васильев (креативный), Мария Михайлова (исполнительный)

## Создание
Фильм основан на книге Ильи Васильева «Александр Печерский: прорыв в бессмертие». Рабочее название фильма — «Легенда о побеге». Первоначально режиссёром картины был Андрей Малюков. Затем его сменил исполнитель главной роли Константин Хабенский, для которого это стало режиссёрским дебютом.
Позднее в интервью «КиноПоиска» Хабенский опровергал информацию, что первоначально режиссёром был назначен Малюков, объясняя это тем, что изначально Константина пригласили в картину как актёра, а режиссёр на тот момент не был окончательно утверждён. Хабенский пошутил: «Если не найдёте кого-то достойного, картину сниму я», что впоследствии было воспринято продюсерами всерьёз. Хабенский изначально отказался от режиссёрского кресла, но потом дал согласие. Малюков же остался художественным руководителем картины. Для Хабенского его советы оказались полезны как для дебютанта в режиссуре.
Основные съёмки прошли в Литве, где были выстроены декорации концлагеря по чертежам, сделанным участниками археологических раскопок в Собиборе.

## Премьера
Впервые в России фильм был представлен 29 января 2018 года на мероприятии, посвящённом Международному дню памяти жертв Холокоста и годовщине полного освобождения Ленинграда от фашистской блокады в Еврейском музее и центре толерантности. На показе присутствовали президент России Владимир Путин, премьер-министр Израиля Биньямин Нетаньяху, ветераны Великой Отечественной войны, творческая группа фильма. Фильм был показан в штаб-квартирах ООН и Совета Европы. Мировая премьера «Собибора» прошла в Варшаве 23 апреля 2018 года, а затем прошли премьеры во многих столицах мира. 9 мая 2018 года организован показ фильма по всему миру.
Первый российский показ фильма состоялся в родном городе Александра Печерского, Ростове-на-Дону, 24 апреля.
Телевизионная премьера фильма состоялась 14 июня 2018 года на «Первом канале».

## Критика
Обозреватель «Новой газеты» Лариса Малюкова поставила фильму 8 баллов из 10.
Фильм выдвигали на кинопремию «Оскар» в категории «Лучший фильм на иностранном языке» от России в 2018 году, но картина не вошла в короткий список из девяти отобранных картин.
Разгромные обзоры фильма сделаны на youtube-каналах: BadComedian — Евгением Баженовым, и Dmitry Puchkov с Климом Жуковым.

## Награды и премии
Фильм был представлен на российских и международных кинофестивалях, на которых был отмечен ряд призов и премий.
- Приз им. Якова Каллера за «Лучший российский фильм 2018 года на еврейскую тематику» Московского еврейского кинофестиваля (2018)[21].
- Приз Российского военно-исторического общества (2018)[22].
- Приз-дебют «Рубиновый Феникс» имени первого космонавта Юрия Гагарина кинофестиваля «Золотой Феникс» (2018)[23].
- Премия Министерства обороны Российской Федерации в области культуры и искусства (2018)[24].
- Гран при V Международного кинофестиваля «Золотая башня»(2018)[25].
- Премия Федерации еврейских общин России «Скрипач на крыше»(2018)[26].
- Премия «На благо мира»(2018)
- Премия «ТЭФИ-Летопись Победы» в номинации «Лучший телевизионный художественный фильм» (2019)[27].